# Сивоглави мангаби
Сивоглави мангаби (лат. Lophocebus albigena) је врста примата (Primates) из породице мајмуна Старог света (Cercopithecidae). 

## Распрострањење
Врста је присутна у Бурундију, Габону, ДР Конгу, Екваторијалној Гвинеји, Камеруну, Руанди, Судану, Танзанији, Уганди и Централноафричкој Републици.

## Станиште
Сивоглави мангаби има станиште на копну.

## Угроженост
Ова врста није угрожена, и наведена је као последња брига јер има широко распрострањење.

### Популациони тренд
Популација ове врсте се смањује, судећи по расположивим подацима.